# Zbýšov (okres Vyškov)
Obec Zbýšov (německy: Spischow, dříve také Zbejšov) se nachází v okrese Vyškov v Jihomoravském kraji. Žije zde 730 obyvatel. Nachází se ve Velkopavlovické vinařské podoblasti (viniční tratě: Krátké vinohrady, Dlouhé vinohrady).

## Historie
První písemná zmínka o obci pochází z roku 1211, kdy manželka Lva z Klobouk, zakladatele zábrdovického kláštera, Žofie darovala Zbýšov témuž klášteru.

## Obyvatelstvo

### Struktura
V obci k počátku roku 2016 žilo celkem 625  obyvatel. Z nich bylo 295  mužů a 330 žen. Průměrný věk obyvatel obce dosahoval 37,4% let. Dle sčítání lidu, domů a bytů v roce 2011 žilo v obci 564  lidí. Nejvíce z nich bylo (20,6%) obyvatel ve věku od 30 do 39  let. Děti do 14 let věku tvořily 17,7% obyvatel a senioři nad 70 let úhrnem 5,5%. Z celkem 464  občanů obce starších 15 let mělo vzdělání 37,7% střední vč. vyučení (bez maturity). Počet vysokoškoláků dosahoval 13,1% a bez vzdělání bylo naopak 1,3% obyvatel. Z cenzu dále vyplývá, že ve městě žilo 286 ekonomicky aktivních občanů. Celkem 92,3% z nich se řadilo mezi zaměstnané, z nichž 75,2% patřilo mezi zaměstnance, 2,8% k zaměstnavatelům a zbytek pracoval na vlastní účet. Oproti tomu celých 45% občanů nebylo ekonomicky aktivní (to jsou například nepracující důchodci či žáci, studenti nebo učni) a zbytek svou ekonomickou aktivitu uvést nechtěl. Úhrnem 294 obyvatel obce (což je 52,1%), se hlásilo k české národnosti. Dále 106 obyvatel bylo Moravanů a 7 Slováků. Celých 260 obyvatel obce však svou národnost neuvedlo.
Vývoj počtu obyvatel za celou obec i za jeho jednotlivé části uvádí tabulka níže, ve které se zobrazuje i příslušnost jednotlivých částí k obci či následné odtržení.
| Místní části   | Místní části | 1869 | 1880 | 1890 | 1900 | 1910 | 1921 | 1930 | 1950 | 1961 | 1970 | 1980 | 1991 | 2001 | 2011 |
| -------------- | ------------ | ---- | ---- | ---- | ---- | ---- | ---- | ---- | ---- | ---- | ---- | ---- | ---- | ---- | ---- |
| Počet obyvatel | část Zbýšov  | 438  | 500  | 564  | 569  | 655  | 639  | 641  | 581  | 570  | 556  | 471  | 399  | 410  | 564  |
| Počet domů     | část Zbýšov  | 73   | 88   | 102  | 110  | 130  | 131  | 146  | 169  | 162  | 163  | 162  | 176  | 178  | 226  |

## Společnost

### Kultura
Tradiční hody – Panna Marie Sedmibolestná, masopust, obecní ples, babské hody, pyžamová párty, Splavování Litavy.

### Sport
Fotbalový klub TJ Sokol Zbýšov. Mužstvo hraje ve skupině vyškovského okresu. Tenis, volejbal, floorball – vše rekreačně.

## Pamětihodnosti
- Zvonička z roku 1836, stojící na obecní návsi, pod jejíž střechou jsou umístěny dělové koule pocházející z bitvy u Slavkova.
- Starý mlýn u splavu na řece Litavě
- Památník Bitvy tří císařů na kopci nad Zbýšovem, slavnostně odhalený 17. září 2005; společné dílo historika Václava Pyllmajera, malíře a sochaře Martina Hotárka a Aleše Zlatohlávka (umělecké zpracování kamene).[7]
- Kříž na cestě k vinohradům u hromadného hrobu vojáků z roku 1805.

## Galerie

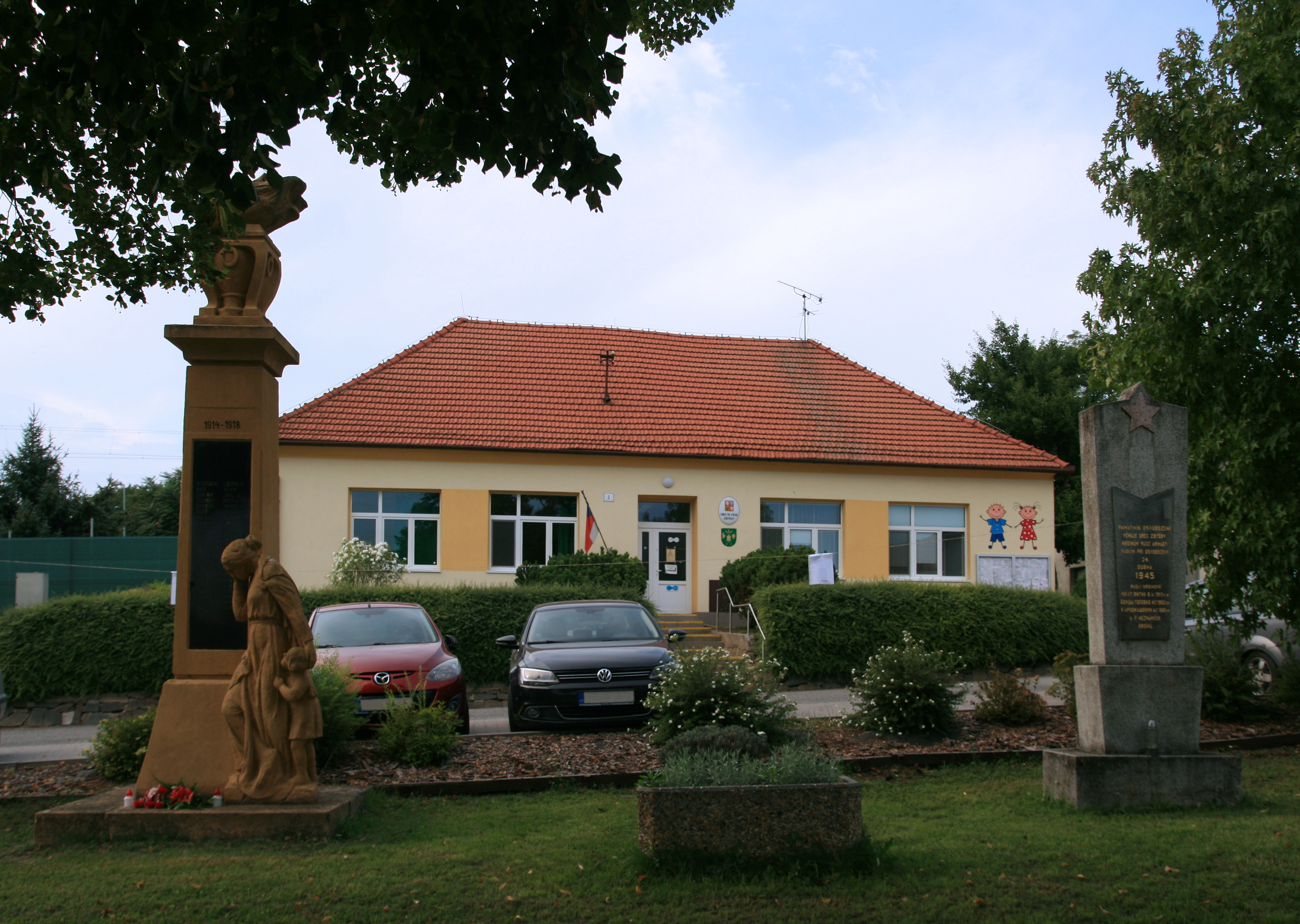
Obecní úřad a památníky obětí světových válek na návsi
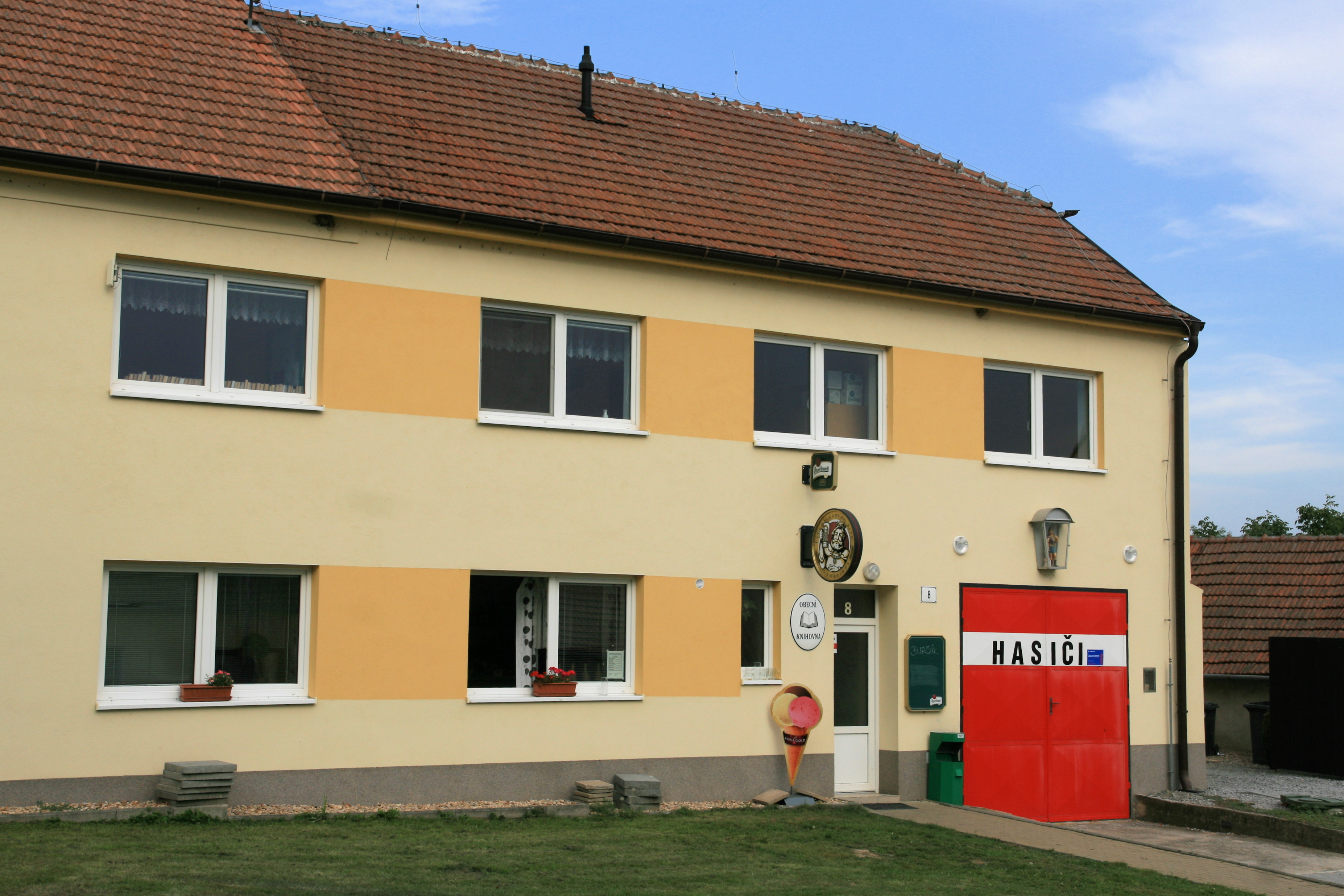
Hasičská zbrojnice s knihovnou na návsi
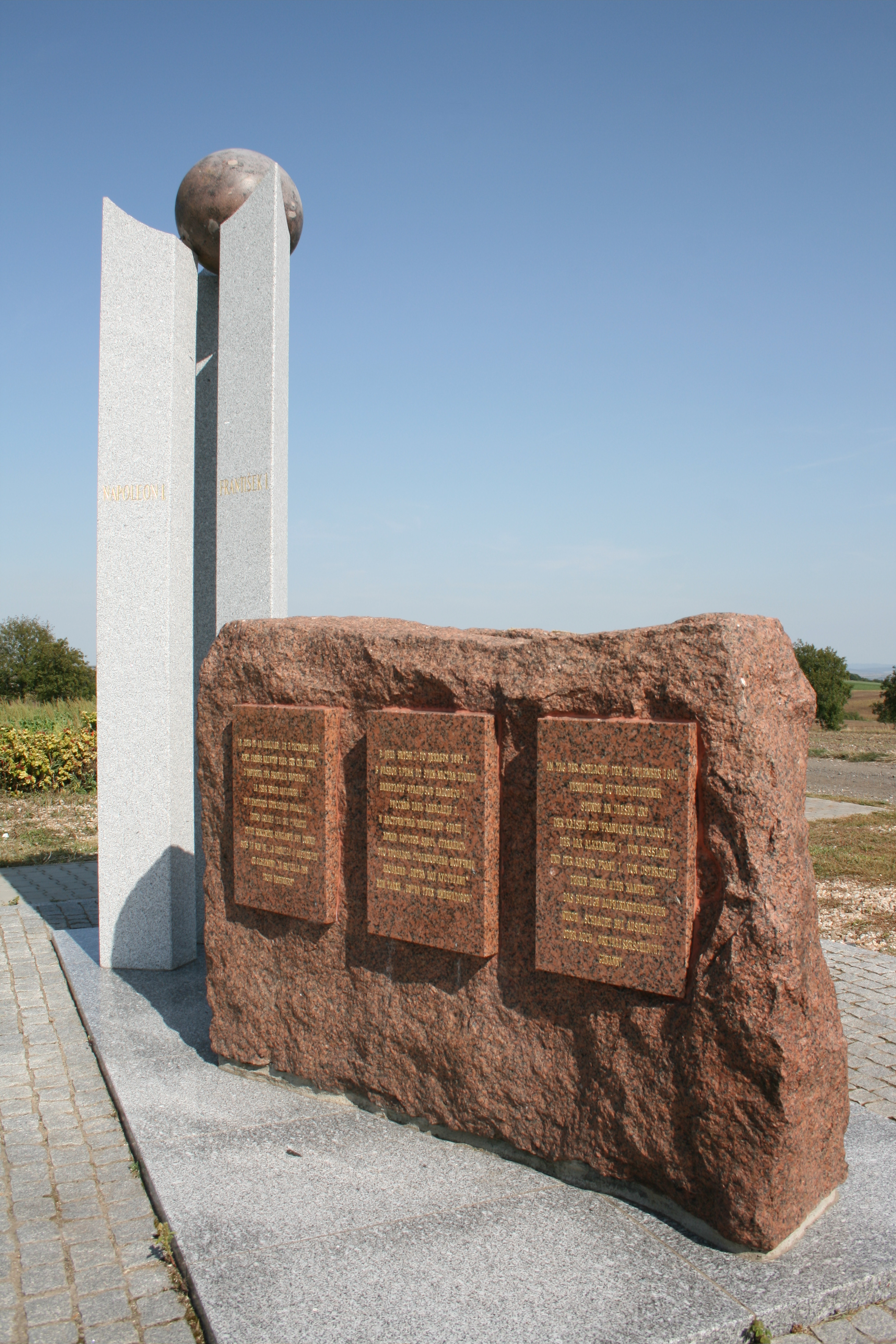
Pomník tří císařů na návrší nad Zbýšovem
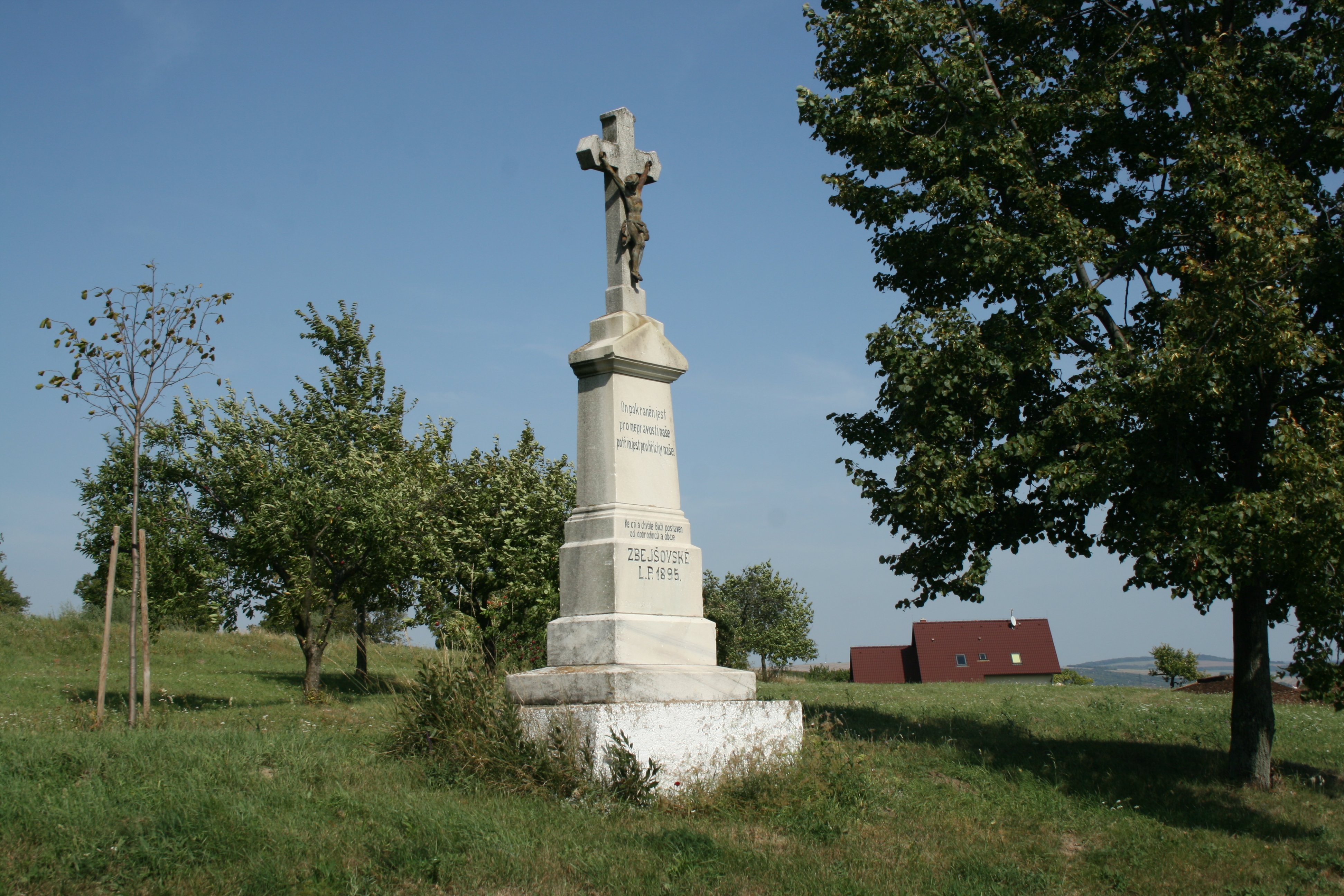
Kříž U Hájíčku na SZ okraji obce
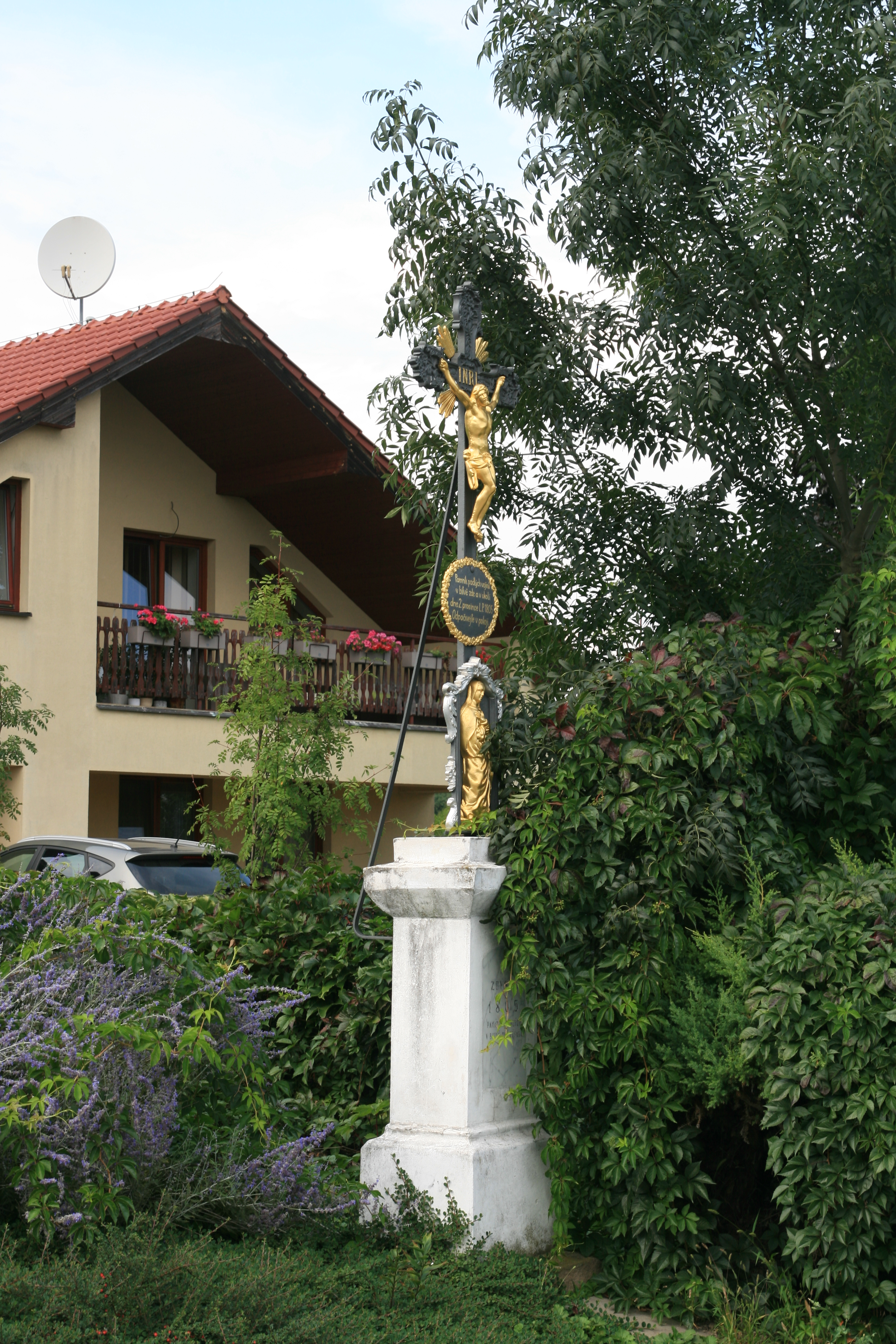
Kříž u hromadného hrobu z roku 1805